# Johann Strauß (Schiff)
Die Johann Strauß war ein ehemaliger Schaufelraddampfer der Donaudampfschiffahrtsgesellschaft (DDSG).

## Geschichte

### Carl Ludwig (Rumpf)

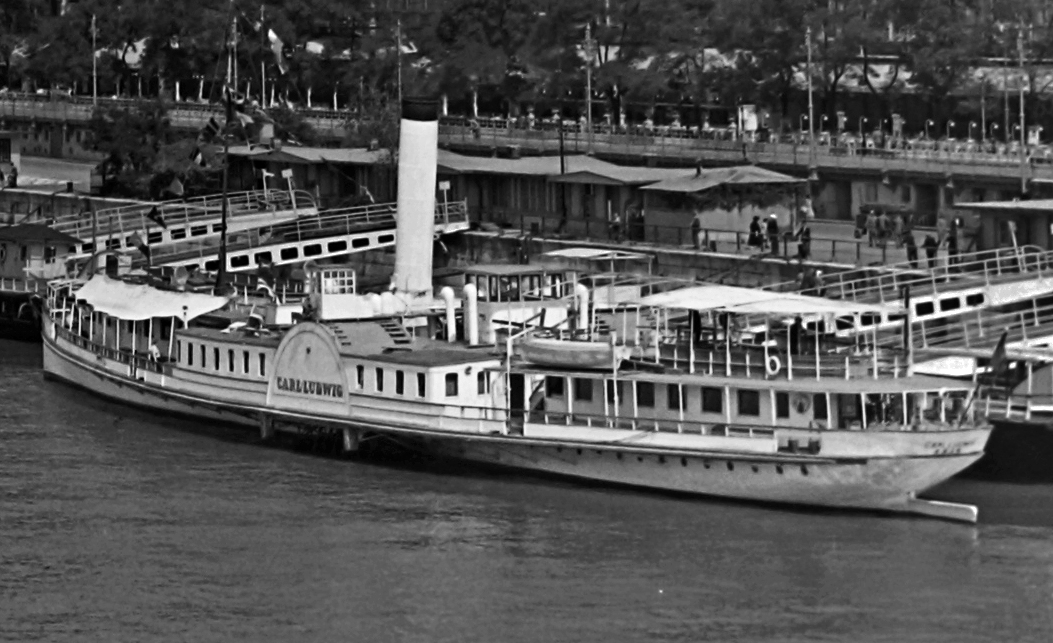
Die Carl Ludwig im Jahr 1938

Die spätere Johann Strauß wurde 1853 in der DDSG-eigenen Schiffswerft Óbuda in Budapest gebaut. Das Schiff trug ursprünglich den Namen Carl Ludwig nach dem Bruder des Kaisers und zählte zusammen mit den Schwesterschiffen Hildegarde, Ferdinand Max, Elisabeth und Josef Carl zum größten Donauschiffstyp der damaligen Zeit und war mit einem Fassungsvermögen von 1.400 Personen und 11 Kabinen für den Linienverkehr vorgesehen. Die ursprüngliche Carl Ludwig war bis zu ihrem Umbau das letzte noch existente Schiff dieser Serie. Sie war 68,38 m lang, 15,85 m breit und hatte einen Tiefgang von maximal 1,20 m. Die Maße der Baureihe waren so bemessen, dass die Schiffe die Donau von Regensburg bis Sulina im Donaudelta befahren konnten. Der Antrieb erfolgte mittels einer oszillierenden Dampfmaschine mit 650 PS von Escher Wyss & Co. aus Zürich über zwei seitliche Schaufelräder. Ab 1938 trug die Carl Ludwig den Namen Grein. 

### Erzherzog Franz Ferdinand (Maschine)
Der 1913 in Dienst gestellte Eildampfer Erzherzog Franz Ferdinand stellte gemeinsam mit seinem Schwesterschiff Herzogin von Hohenberg einen neuen Schiffstyp der DDSG dar. Bei den beiden von der Schiffswerft Linz gebauten, jeweils 64 m langen und 15,3 m breiten Schiffen war erstmals die erste Klasse nicht im Heck, sondern im Vorderschiff untergebracht. Der Antrieb erfolgte über eine 740 PS leistende Zweizylinder-Verbunddampfmaschine der Gebrüder Sachsenberg aus Roßlau an der Elbe. 
Nach dem Untergang der Donaumonarchie 1918 erfolgte die Umbenennung in Johann Strauß (I), das Schwesterschiff erhielt den Namen Franz Schubert.

### Johann Strauß (II)
1945 wurde der Raddampfer Johann Strauß durch einen Bombentreffer in Linz zerstört, seine Maschine blieb allerdings intakt. Die Grein hingegen besaß eine vollkommen zerschlissene Maschine. Kurzerhand baute man daher die Dampfmaschine des alten Johann Strauß in den Rumpf der Grein ein und versah das nun wieder Johann Strauß genannte Schiff in der Schiffswerft Linz mit neuen Aufbauten. Der so neu entstandene Dampfer zeichnete sich durch eine holzverkleidete Kommandobrücke und einen silbern lackierten Rauchfang aus. Die Johann Strauß war nun lange Jahre das eleganteste Schiff der DDSG und diente als deren Salondampfer. 1952 eröffnete das unter amerikanischer Flagge fahrende Schiff gemeinsam mit der Stadt Wien wieder den regelmäßigen Schiffsverkehr zwischen Wien und Linz.
Nach einem Bruch der Antriebswelle am 19. Juli 1972 wurde die Johann Strauß noch im selben Jahr wegen zu hoher Reparaturkosten ausgemustert.

## Nachnutzung

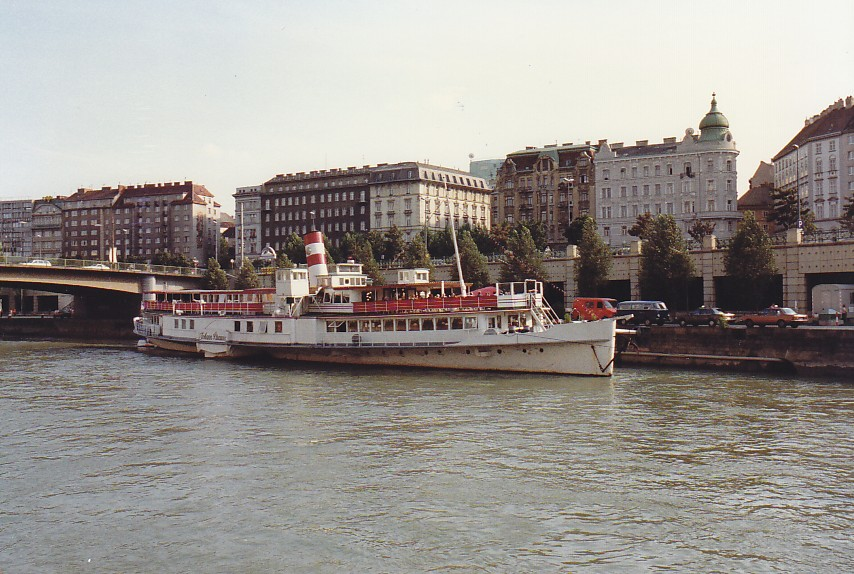
DFS Johann Strauß, Liegeplatz Donaukanal, August 1989

1974 kaufte der Gastwirt Ronesch das Schiff, aber seine Bemühungen, es auf Stromkilometer 1921 als Restaurant zu betreiben, scheiterten. Nachmaliger Eigner war die Firma Brandner in Wallsee. Diese verkaufte das Schiff 1979 an die Brauerei zum Kuchlbauer, welche es zwischen 1980 und 1985 in Regensburg unweit der Eisernen Brücke als Restaurant nutzte. Durch die Wigast gelangte das Schiff 1985 wieder nach Wien, wo es ab dem 27. Februar 1986 am rechten Ufer des Donaukanals (km 6,150) lag, später unter wechselnden Besitzern und Pächtern. Für die Nutzung als Restaurant- und Partyschiff wurden wesentliche Teile (Maschine, Schaufelräder, Ruderanlage) ausgebaut und das Schiff stark umgestaltet.
Ende November 2017 wurde publik, dass die Stadt Wien dem Eigentümer eine Frist gesetzt habe, das Schiff zu entfernen und dass diese Frist schon verstrichen sei. Norbert Weber, Ex-Copa-Cagrana-Pächter und nunmehr namens Norbert Michael Waldenburg gab an, nicht mehr unmittelbarer Eigner zu sein. Die Stadt Wien beabsichtigte, Schlot und Ruderhaus abzubauen, um das Schiff unter Brücken durchschleppen zu können, rechnete mit 100.000 € Kosten und kündigte an, das Schiff zu versteigern, wenn der Eigner dafür nicht aufkommt. Im Dezember 2017 wurde das Schiff in den Hafen Freudenau verlegt. Eine für 1. März 2018 geplante Versteigerung wurde wegen Einwendungen gegen das Exekutionsverfahren verschoben. Bei der am 4. Mai 2018 durchgeführten Versteigerung war der Ausrufpreis 22.150 Euro. Schlussendlich wurde das Schiff zwecks Verschrottung in der Slowakei um 22.568 Euro ersteigert.
2019 wurde die ehemalige Johann Strauß in Komarno verschrottet.

## Trivia
Einige Szenen des Films Before Sunrise wurden am Schiff gedreht.